# Buxian
Buxian (kinesiska: 步仙, 步仙乡) är en socken i Kina. Den ligger i provinsen Hunan, i den södra delen av landet, omkring 100 kilometer nordost om provinshuvudstaden Changsha. Antalet invånare är 29379. Befolkningen består av 14 020 kvinnor och 15 359 män. Barn under 15 år utgör 18,0 %, vuxna 15-64 år 71 %, och äldre över 65 år 9,0 %.
Genomsnittlig årsnederbörd är 1 879 millimeter. Den regnigaste månaden är maj, med i genomsnitt 312 mm nederbörd, och den torraste är oktober, med 57 mm nederbörd.